# トルナヴァ

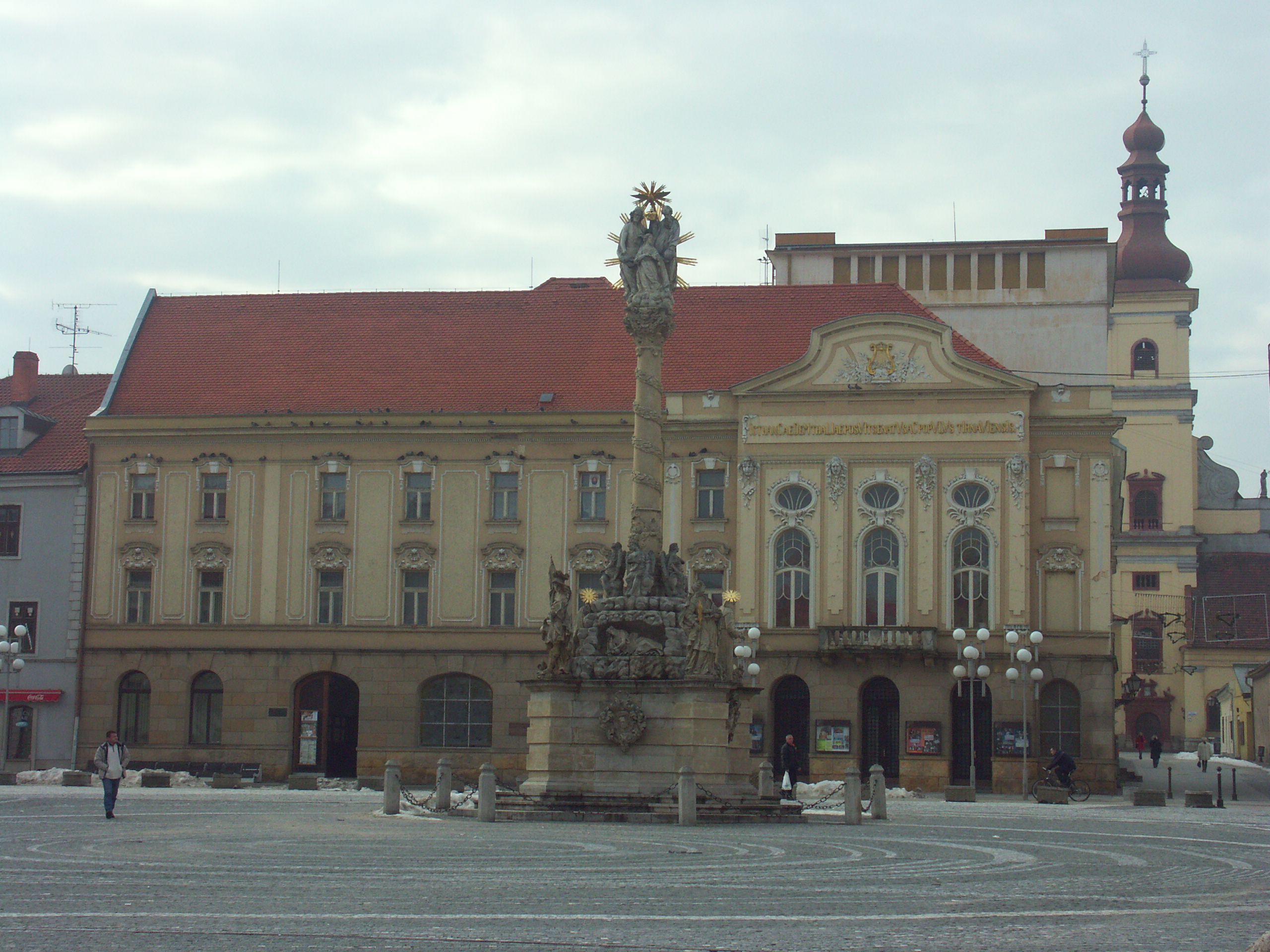
三位一体柱

トルナヴァ（スロバキア語：Trnava [ˈtr̩naʋa] 音声、ハンガリー語：Nagyszombat、ドイツ語：Tyrnau）は、スロバキア西部にある、同国で７番めの大きな都市である。トルナウカ河岸にあり、首都ブラチスラヴァの北東約45キロの地点にある。トルナヴァ州の都である。カトリック教会の大司教座（1541年 - 1820年まで。1977年より再設置）と２つの大学があり、歴史・文化の重要な中心地である。城壁の中に多くの教会を持つ。『小さなローマ』を意味するパルヴァ・ロマと呼ばれ、最近は『スロバキアのローマ』とも呼ばれる。

## 市名
市の名前は、スロバキア語のtŕnie（イバラの藪）に由来する。州を流れる河岸によく見られる光景である。ハンガリー語の名前（1238年に初めて記述がされたときはZumbotel）は、ハンガリー語のszombat（土曜日）に由来する。毎週土曜日に市場が開かれていたためである。なお、ハンガリーの支配下あった時期の同市についてハンガリー語表記に近い「ナジソンバト」を用いる例もある。

## 歴史
現在のトルナヴァに定住者が現れたのは、新石器時代からである。中世時代、ボヘミアからハンガリーへ向かう道と、地中海からポーランドへと向かう道の交差する場所であったこの地では、市場が開かれていた。
トルナヴァが最初に記述されたのは1211年からである。1238年、ハンガリー王ベーラ４世によりトルナヴァはスロバキアでは初の特権市とされた。かつて農業地帯だった場所は次第に産業、貿易、工芸の中心地となっていった。13世紀初頭より、ハンガリー王国がおびただしい数のカルパチア系ドイツ人を招きトルナヴァに定住させた。この移住は、1242年のタタール人侵攻後に増加した。13世紀と14世紀、トルナヴァの一部が非常に長い城壁で囲い込まれた。元々あったスロバキア人の市場や定住地、ドイツ人の定住地はしかしこの壁の陰に隠れたままだった。
時にはトルナヴァは多くの重要な交渉地となった。カーロイ1世はボヘミア王ヨハンと1327年にここで通貨協定に署名した。ラヨシュ1世（彼はトルナヴァにしばしば滞在し、1380年にこの地で死んでいる）は神聖ローマ皇帝カール4世と1360年に友好協定に署名している。
トルナヴァの人口で一時多数を占めたドイツ人は、15世紀にチェコのフス派がドイツと敵対してトルナヴァの戦いの舞台となり、1432年からおよそ3年間南西スロバキアにおける作戦の中心地としてトルナヴァにいた。フス派によって企てられたフス戦争の間スロバキア人に同調するのをやめた。今日のスロバキア領の残りと同様、町は1541年のオスマン帝国によるハンガリー征服後に重要な戦略地となり、1541年にエステルゴム大司教座に含まれることになった。大司教座の大聖堂は、洗礼者ヨハネ大聖堂と、聖ニコラヤ大聖堂である。1541年以降、多くのハンガリー人がトルコ人支配から逃れて町へ移り住んだ。
16世紀と特に17世紀、トルナヴァはハンガリー王国の対抗宗教改革の重要地であった（現在のスロバキア領と西部ハンガリーの細長い土地とがまさしく一致する）。大司教ニコラウス・オラフスは、地元の学校システムの発展をはかるため1561年にイエズス会を招聘した。その結果として、彼は1566年に神学校を開校し、1577年に聖職者ニコラス・テレグジが町に印刷所を開業した。最初のカトリック聖書のハンガリー語訳（ラテン語のヴルガータを基本とする）は、1573年にトルナヴァで生まれたイエズス会士ジョルジ・カールジによって完成した。
イエズス会のトルナヴァ大学（1635年 - 1777年）は当時ハンガリー王国唯一の大学で、大司教パスマニ・ペテルによって創立されたものである。対抗宗教改革支援のため創立され、すぐにスロバキア教育・文学の中心地になり、教授の大多数、学生の半分、及び町の住民の半数がスロバキア人となった。パスマニ自身は、チェコ語の代わりにスロバキア人の言語を奨励する力となり、著作"Isteni igazságra vezető kalauz" （神の真実の手引き）を書き、自分の説教のいくつかを地元の言葉に翻訳した。18世紀後半からトルナヴァはスロバキア民族復興運動の文学芸術中心地となった。スロバキア語の初の標準辞典編纂（1787年、聖職者アントン・ベルノラークによる）は、トルナヴァ地方で話されているスロバキア方言を元としていた。
17世紀は、多くの反ハプスブルク家暴動がスロバキアで起きたのが特徴である。ボチュカイ・イシュトヴァーン、ベトレン・ガーボル、ラーコーツィ・ジェルジ2世、テケリ・イムレらの起こした反乱は、トルナヴァの歴史に悲観的な印象を残した。
第二次世界大戦まで、トルナヴァはかなり大きな少数派ユダヤ人の居住地だった。彼らの移動の自由は1495年頃と、1539年から1800年の間制限されていた。12人のユダヤ人がポグロムの最中の1870年、公開火刑に処された。
大学がブダ（ブダペシュト）へ移ったことから、町の重要性は19世紀初頭に衰えた（現在はエトヴェシュ・ロラーンド大学となっている）。大司教座もエステルゴムへ移った。しかし、1844年以降にハンガリー王国初の鉄道線がブラチスラヴァ間とに完成したため、限定的にかつての重要性を取り戻した（蒸気機関車となったのは1872年以降）。鉄道がつながったことで町に現代化の波が押し寄せ、大きな精糖工場、醸造所、自動車工場ができた。当時はハンガリー国内で強力なハンガリー化が推し進められ、スロバキア人民族意識を保つハンガリー貴族らによってスロバキア基金が結成されると、1870年に聖アダルベルト協会が設立された。19世紀から主に20世紀初頭にかけ、町は城壁の外側へと拡大し、壁の大半が19世紀に放置された。 
1918年のチェコスロバキア建国後、トルナヴァはスロバキアの重要な産業都市となった。1977年、ローマ教皇パウロ6世の決定により、トルナヴァは分離したスロバキア大司教区となった。この大司教区の設立で、スロバキアは数世紀にわたり教会管理を担ってきたハンガリーから初めて独立したのである。
1993年のビロード離婚後、トルナヴァは1996年に新設されたトルナヴァ県の県都となった。フランスの自動車会社PSA・プジョーシトロエンが2003年より大自動車工場を操業している。

## 地理
トルナヴァは標高146メートル地点にあり、面積は71.535平方キロメートルである 。トルナーヴカ川のドナウ低地に位置し、ブラチスラヴァの北東45キロ、ニトラ西方50キロ、チェコとの国境から70キロ離れている。最も近い山脈は西の小カルパチア山脈、北東のポヴァズスキー山脈である。

### 気候
温帯属するトルナヴァは、四季の区別がはっきりとした大陸性気候である。暑い夏と寒い冬が特徴である。

## 見どころ

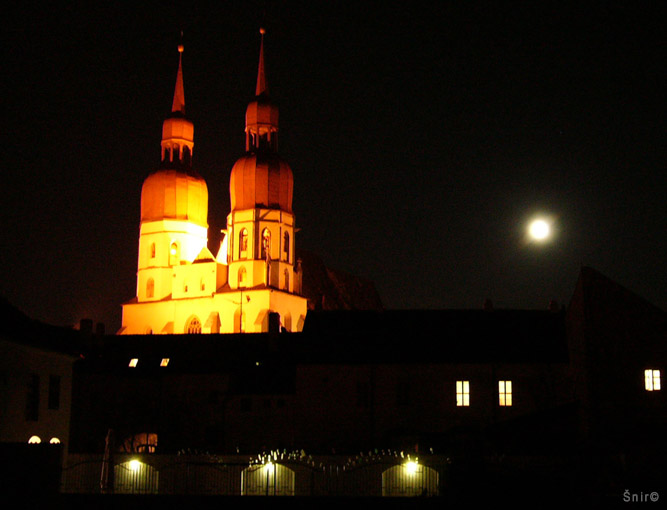
ゴシック様式の聖ニコラヤ教会

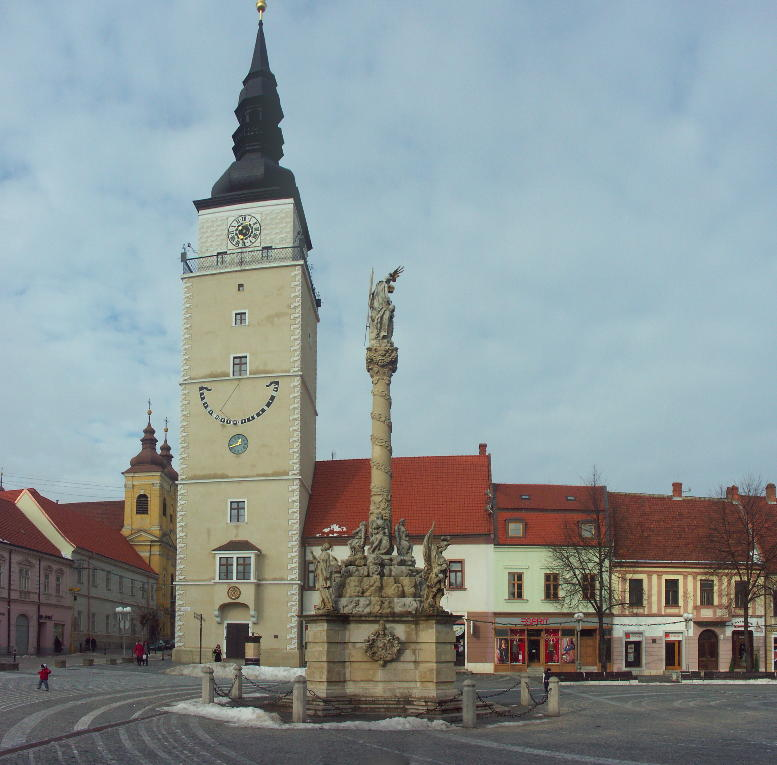
トルナヴァ中心部の塔

中世初期、トルナヴァはゴシック建築の中心地であった。聖ニコラヤ教会、聖ヘレニ教会など多くの修道院教会複合建築（フランチェスコ会、ドミニコ会など）がこの時期に建てられた。
16世紀のルネサンス建築が、トルナヴァのシルエットとして塔に加えられた。ニコラス・オラーは大司教邸宅と神学校の建設を命じた。Peter BornemiszaとHuszár Gálはハンガリー王国の宗教改革指導者で、短期間トルナヴァで活動した。町の城壁は、南方からのオスマン帝国侵攻の危険性から、ルネサンス様式の要塞化が施されて再建された。 
17世紀はシレジア・ルネサンスが花開いた時代である。トルナヴァは次第にバロック様式に再設計された。洗礼者ヨハネ教会の建設と大学キャンパスの建設が、フランチェスコ会の複合建設物の再建が進む中での建設ラッシュに乗り出した。建設者と芸術家は、市民建築の向上において特筆される大学建設だと称した。『聖母マリアと聖三位一体柱』、聖ヨセフ群像、ウルスラ会と三位一体修道院及び教会はこの時代の建設である。 
トルナヴァ地区病院は1824年に建てられた。劇場の建設は1831年5月に始まった。最初の公演はクリスマスに行われた。2つあるシナゴーグは両方とも東方のモチーフをもつ歴史的構造を備え、19世紀に遡る建物である。

## 統計
2001年調査によると、トルナヴァの人口は70,286人である。96.89%がスロバキア人、0.79%がチェコ人、0.27%がロマ人、0.21%がハンガリー人である。 

## 交通
トルナヴァは、ブラチスラヴァ＝ジリナ間の鉄道と、ブラチスラヴァ＝ジリナ間の高速道D1の中間点にある。自動車道R1が通る。

## 著名な出身者
- タタナ・クハロヴァ　-　2006年度ミス・ワールド（ただしチェコ代表）
- ニコラウス・オラフス　-　カトリックの大司教
- パスマニ・ペテル　-　17世紀の枢機卿・哲学者
- イェドリク・アーニョシュ - 発明家、物理学者、ベネディクト会司祭
- アダム・ハガラ - フィギュアスケート選手

## 友好都市
- スクラントン 、アメリカ合衆国
- ヴァラジュディン, クロアチア
- ノヴォ・メスト, スロベニア

## 参照
1. ↑  “Municipal Statistics”.   Statistical Office of the Slovak republic. 2008年1月21日閲覧。